# 酸洗
酸洗是一种金屬表面處理方法，用於除去污漬、锈等。

## 过程
酸洗主要使用鹽酸或硫酸。鹽酸虽然比硫酸貴，但它速度快，同時金屬損耗小。碳素鋼通常用鹽酸或硫酸酸洗。合金钢常用磷酸，硝酸或氫氟酸。耐酸性强的鉻鎳鋼需要用鹽酸和硝酸酸洗。大多數銅合金用稀硫酸，但黃銅用濃硫酸、硝酸與氯化鈉和煤烟的混合液酸洗。鋼板酸洗后，若暴露於高濕度的环境下，会氧化生鏽。因此，要涂一层油膜或防水塗料。此油膜必须在電鍍或塗漆前去除。

## 缺点
酸洗由于其本身腐蝕性而较难处理，而且它並不適用於所有的鋼。某些合金和高碳鋼会与酸中的氫发生反應而變脆，導致裂紋，称为氫脆现象。

### 废液处理
酸洗廢液中包括酸性液，鐵氯化物和金屬鹽類和廢酸。被認為是危險廢物 。可以用石灰中和，再填埋處置。

## 替代工艺
光滑乾淨的表面（SCS）和生態醃面（EPS）是最新的替代工艺。